# Cnemidophorus martyris
Espèce
Synonymes
- Aspidoscelis martyris (Stejneger, 1891)

Statut de conservation UICN

 VU D2 : Vulnérable
Cnemidophorus martyris est une espèce de sauriens de la famille des Teiidae.

## Répartition
Cette espèce est endémique de l'île de San Pedro Martir dans le golfe de Californie au Mexique.

## Publication originale
- Stejneger, 1891 : Description of a new species of lizard from the Island San Pedro Martir, Gulf of California. Proceedings of the United States National Museum, vol. 14, p. 407-408 (texte intégral).